# Campionati europei giovanili di nuoto 1971
I III Campionati europei giovanili di nuoto e tuffi si sono disputati ad Rotterdam dal 12 agosto al 15 agosto 1971.
Hanno partecipato alla manifestazione le federazioni iscritte alla LEN; questi sono i criteri di ammissione:
- le nuotatrici e i nuotatori che nel 1971 non superavano i 15 anni d'età (nati non prima del 1956)
- Le tuffatrici e i tuffatori che nel 1971 non superavano i 16 anni d'età (nati non prima del 1955)

## Podi

### Uomini
| Evento       | Oro               | Tempo   | Argento       | Tempo   | Bronzo          | Tempo   |
| Stile libero |                   |         |               |         |                 |         |
| 100 m        | András Hargitay   | 55"8    | Pierre Caland | 56"7    | Roger Pyttel    | 57"0    |
| 400 m        | András Hargitay   | 4'15"2  | Vereitinov    | 4'19"8  | Baumbach        | 4'20"3  |
| 1500 m       | René Van Der Kuil | 17'16"3 | Obmann        | 17'20"0 | I. Andersson    | 17'23"5 |
| Dorso        |                   |         |               |         |                 |         |
| 100 m        | Lutz Wanja        | 1'02"9  | Perov         | 1'03"5  | Federovich      | 1'03"7  |
| 200 m        | Lutz Wanja        | 2'15"2  | Perov         | 2'16"6  | Federovich      | 2'17"4  |
| Rana         |                   |         |               |         |                 |         |
| 100 m        | Ananyev           | 1'10"7  | Youzaitis     | 1'11"0  | András Hargitay | 1'11"0  |
| 200 m        | András Hargitay   | 2'33"3  | Shangin       | 2'36"6  | Ananyev         | 2'37"0  |
| Farfalla     |                   |         |               |         |                 |         |
| 100 m        | András Hargitay   | 58"7    | Apel          | 58"9    | Ehlers          | 1'01"2  |
| 200 m        | András Hargitay   | 2'08"1  | Apel          | 2'13"1  | Sos             | 2'17"7  |
| Misti        |                   |         |               |         |                 |         |
| 200 m        | András Hargitay   | 2'14"1  | Verraszto     | 2'20"5  | Kalkbrenner     | 2'23"0  |

### Donne
- PE = Primato Europeo assoluto

| Evento       | Oro               | Tempo       | Argento           | Tempo  | Bronzo       | Tempo  |
| Stile libero |                   |             |                   |        |              |        |
| 100 m        | Anke Rijnders     | 1'00"4      | Hansje Bunschoten | 1'01"9 | Allardice    | 1'02"7 |
| 400 m        | Hansje Bunschoten | 4'31"7 - PE | Anke Rijnders     | 4'33"1 | Feck         | 4'43"7 |
| 800 m        | Hansje Bunschoten | 9'26"0      | Astrid Verver     | 9'33"0 | Feck         | 9'38"2 |
| Dorso        |                   |             |                   |        |              |        |
| 100 m        | Josien Elzerman   | 1'09"4      | Susanne Hilger    | 1'09"6 | Fischer      | 1'11"3 |
| 200 m        | Susanne Hilger    | 2'27"6      | Josien Elzerman   | 2'28"0 | Mertz        | 2'32"2 |
| Rana         |                   |             |                   |        |              |        |
| 100 m        | Siewert           | 1'19"1      | Hübner            | 1'19"6 | Dzhlovian    | 1'19"7 |
| 200 m        | Hannelore Anke    | 2'47"9      | Patrizia Miserini | 2'48"2 | Siewert      | 2'50"1 |
| Farfalla     |                   |             |                   |        |              |        |
| 100 m        | Anke Rijnders     | 1'05"8      | Rosemarie Kother  | 1'08"3 | E. Andersson | 1'08"7 |
| 200 m        | Rosemarie Kother  | 2'25"6      | Faitlova          | 2'30"1 | E. Andersson | 2'30"3 |
| Misti        |                   |             |                   |        |              |        |
| 200 m        | Kornelia Ender    | 2'31"6      | Banks             | 2'32"5 | Mertz        | 2'32"7 |

### Tuffi
| Evento        | Oro              | Punti  | Argento            | Punti  | Bronzo             | Punti  |
| Uomini        |                  |        |                    |        |                    |        |
| trampolino 3m | Frank Taubert    | 309,81 | Paolo Nicoletti    | 282,27 | David Ambartsumian | 277,44 |
| piattaforma   | Nikola Stajkovic | 254,68 | David Ambartsumian | 247,11 | Sandgiev           | 240,75 |
| Donne         |                  |        |                    |        |                    |        |
| trampolino 3m | Ulrika Knape     | 303,45 | Karin Guthke       | 291,54 | Blinova            | 284,91 |
| piattaforma   | Ulrika Knape     | 243,24 | Tunger             | 224,70 | Beverley Williams  | 217,65 |

## Medagliere 1971
- Nuoto

| Posizione | Paese            | Oro | Argento | Bronzo | Totale |
| --------- | ---------------- | --- | ------- | ------ | ------ |
| 1         | Paesi Bassi      | 7   | 5       | 0      | 12     |
| 2         | Ungheria         | 6   | 1       | 2      | 9      |
| 3         | Germania Est     | 5   | 4       | 9      | 18     |
| 4         | Unione Sovietica | 1   | 5       | 4      | 10     |
| 5         | Germania Ovest   | 1   | 1       | 1      | 3      |
| 6         | Austria          | 1   | 0       | 0      | 1      |
| 7         | Gran Bretagna    | 0   | 1       | 1      | 2      |
| 8         | Italia           | 0   | 1       | 0      | 1      |
| 8=        | Cecoslovacchia   | 0   | 1       | 0      | 1      |
| 8=        | Francia          | 0   | 1       | 0      | 1      |
| 9         | Svezia           | 0   | 0       | 3      | 3      |
| totale    |                  | 20  | 20      | 20     | 60     |

- Tuffi

| Posizione | Paese            | Oro | Argento | Bronzo | Totale |
| --------- | ---------------- | --- | ------- | ------ | ------ |
| 1         | Svezia           | 2   | 0       | 0      | 2      |
| 2         | Germania Est     | 1   | 2       | 0      | 3      |
| 3         | Austria          | 1   | 0       | 0      | 1      |
| 4         | Unione Sovietica | 0   | 1       | 3      | 4      |
| 5         | Italia           | 0   | 1       | 0      | 1      |
| 6         | Gran Bretagna    | 0   | 0       | 1      | 1      |
| totale    |                  | 4   | 4       | 4      | 12     |